# Oliver Halmburger
Oliver Halmburger (* 1971 in München) ist ein deutscher Dokumentarfilmer, spezialisiert auf zeithistorische Dokumentationen. Er arbeitet seit 1992 für das Fernsehen (ZDF, ARD, Arte u. a.). Seit 2001 ist er Geschäftsführer der Loopfilm GmbH in München-Schwabing.

## Filmographie
- 1997: Vatikan – Die Macht der Päpste – Johannes XXIII. und der Aufbruch
- 2000: Holokaust
- 2001: Hitlers Frauen – Eva Braun
- 2001: Lautlos am Limit – Segelflug Weltrekord
- 2002: Das Geheimnis von U-166
- 2002: Entscheidungsschlacht Moskau 1941
- 2003: Stalin – Der Kriegsherr
- 2003: Geister – Dimension PSI
- 2004: Sie wollten Hitler töten – Verpasste Chancen
- 2004: Die Hölle von Monte Cassino
- 2004: Hitlers Manager – Wernher von Braun
- 2005: Soraya und der Schah
- 2005: Familie Hitler
- 2005: Fritz Wunderlich – Leben und Legende
- 2006: Die Hölle von Verdun
- 2007: Leni Riefenstahl – Hitlers nützliche Idole
- 2007: Das Wunder von Mogadischu
- 2009: Flucht in die Freiheit – Mit allen Mitteln
- 2009: Stauffenberg – Die wahre Geschichte
- 2009: Busting the Berlin Wall
- 2010: Die Außerirdischen – Mythos und Wahrheit
- 2011: Der Wettlauf zum Südpol – Amundsen gegen Scott
- 2015: Mit dem Mut der Verzweiflung
- 2021: Vergessene Grenze. (Erstausstrahlung am 28. März 2022 23:50 Uhr – Geschichte im Ersten, ARD. Dokumentation über die Operation Grenzstein).[1]

## Auszeichnungen
Im Jahre 2010 erhielt er für Busting the Berlin Wall in der Kategorie Best History Production den History Makers Award. Außerdem wurde der Film beim New York Festivals mit einer Goldmedal ausgezeichnet. Bei der Romyverleihung 2012 wurde er gemeinsam mit Heinrich Mayer-Moroni in der Kategorie Bester Produzent TV-Dokumentation für Der Wettlauf zum Südpol ausgezeichnet.